# Sendang Dajah
Sendang Dajah is een bestuurslaag in het regentschap Bangkalan van de provincie Oost-Java, Indonesië. Sendang Dajah telt 2134 inwoners (volkstelling 2010).